# Яворский замок Пястов
Яворский замок Пястов (пол. Zamek Piastowski w Jaworze, нем. Schloss Jauer) — княжеский замок Пястов в городе Яворе в Нижнесилезском воеводстве в Польше.
Сохранившийся замок прячет внутри своих стен следы первоначальной постройки. Комплекс замка имеет полезную площадь 6072 м². и кубатуру 18 500 м³.

## История
Изначально на месте замка находилась оборонительная и жилая башня, окруженная валом и рвом. Башня была построена до 1224 года, когда от имени Генриха Бородатого — тогдашнего силезского князя, в Яворе правил каштелян Радослав из Болеславца, упомянутый под этой датой.
После возникновения Яворского княжества в 1274 году замок стал княжеской резиденцией. С этим была связана его дальнейшая перестройка. В замке жил Бернард Проворный — брат Болеслава I Сурового и соправитель Яворского княжества.
Болеслав I Суровый к концу своего правления, для защиты столичного города Явора от чехов, окружил его оборонительными стенами, одновременно укрепив замок с помощью каменных укреплений. В средние века замок был резиденцией яворско-свидницких князей из рода Пястов вплоть до смерти Болеслава II Малого в 1368 году.
До 1392 года замок принадлежал княгине Агнешке, а после нее — Явор оказался под господством чешских королей. В 1490 году здесь гостил чешский король Владислав Ягеллон, а в 1687 году — жена польского короля Мария Казимира, известная под именем Марысенька. В результате многочисленных перестроек и восстановлений после разрушений в XV и XVI веках (например, во время Тридцатилетней войны) замок утратил свой первоначальный облик средневековой крепости.
Со времен Силезских войн, когда Силезия оказалась под властью Пруссии, и вплоть до 1956 года замок служил тюрьмой. В 1751 году была перестроена часовая башня, которую использовали для надзора за тюрьмой.
После 1956 года замок был отремонтирован, в нем размещались культурные институции.

## Современность
В наше время замок находится в запущенном состоянии.
В 2013 году в одной из зал была оборудована экспозиция для туристов, а также была открыта для посещения замковая башня.

## Галерея

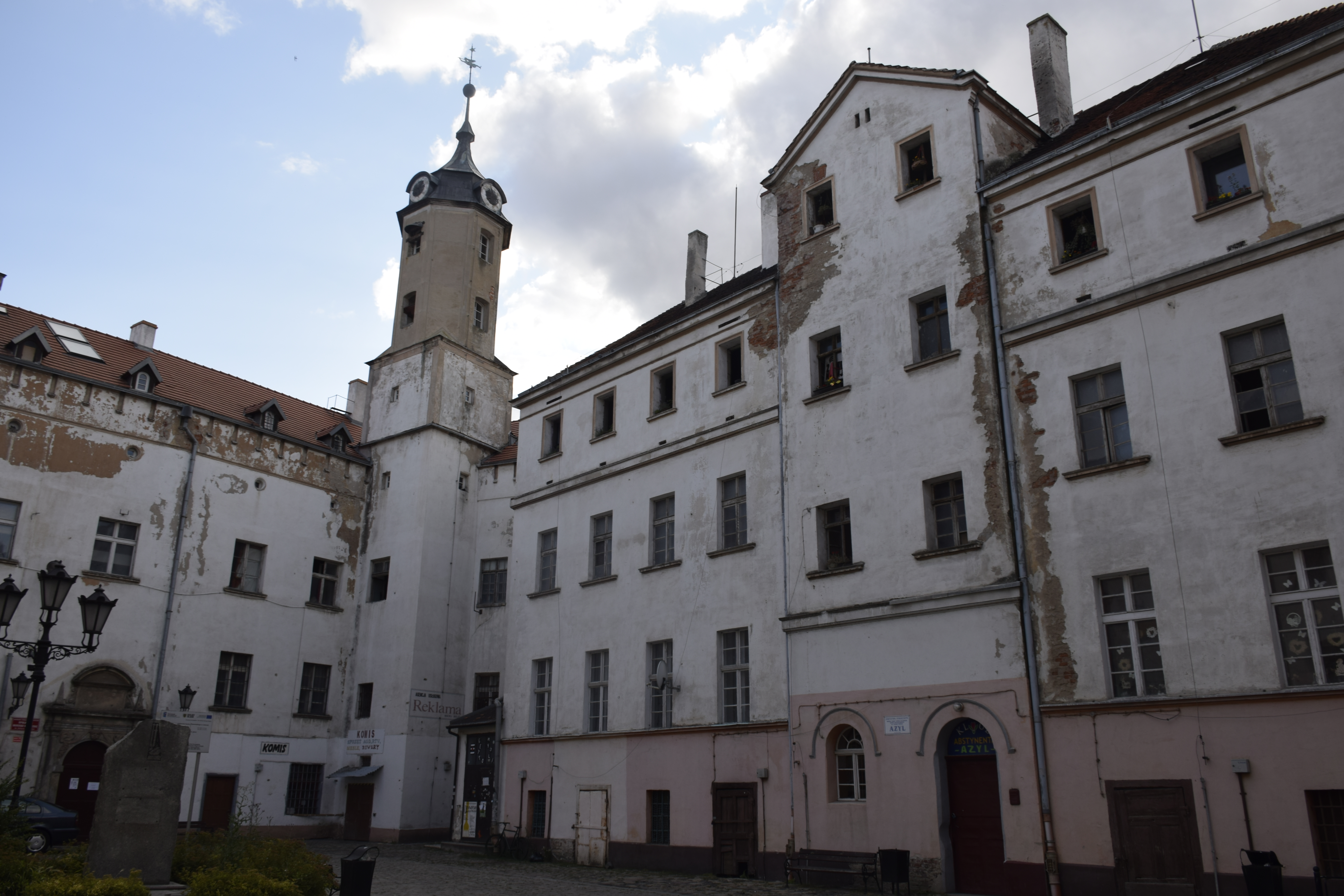
Замковый двор
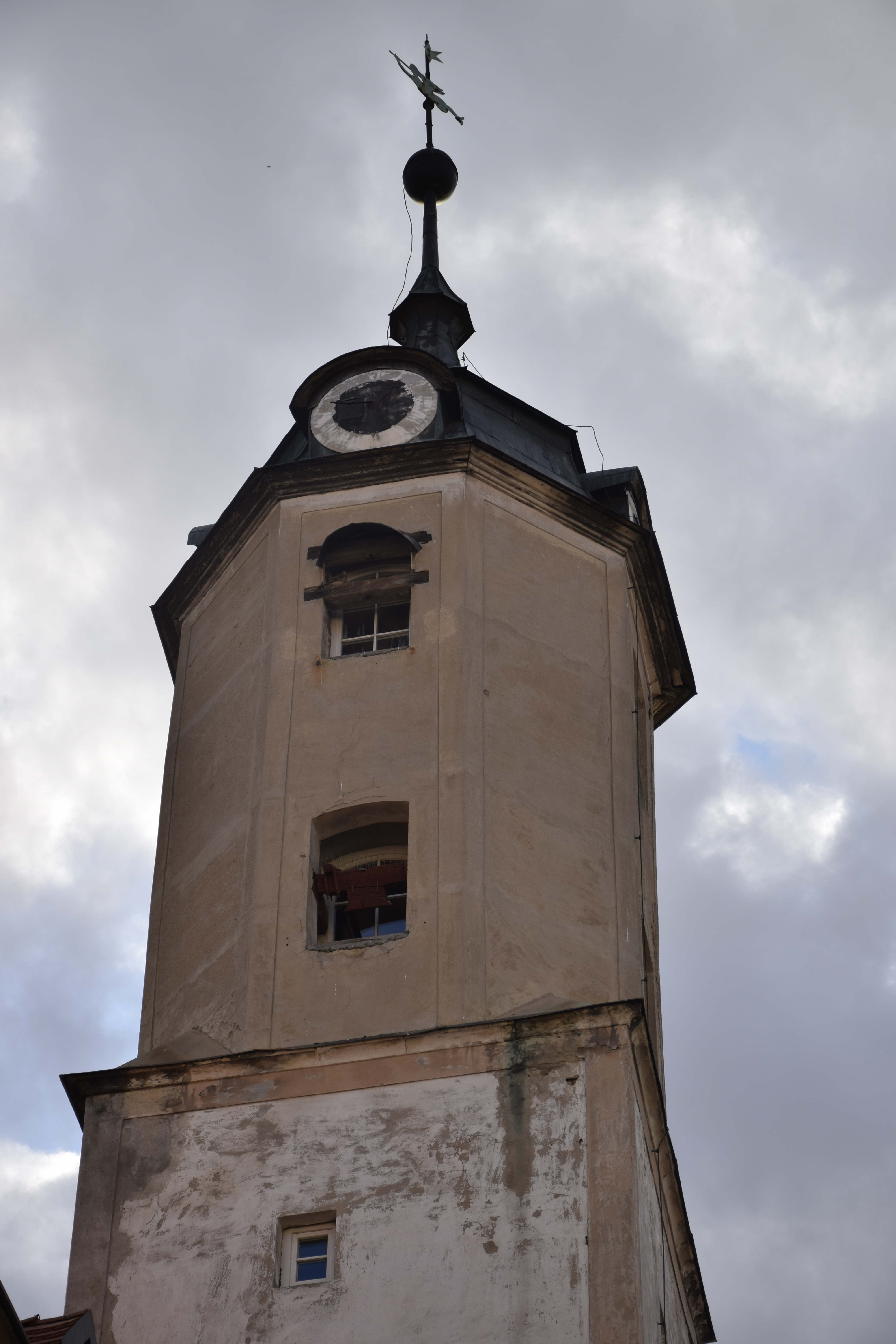
Башня замка
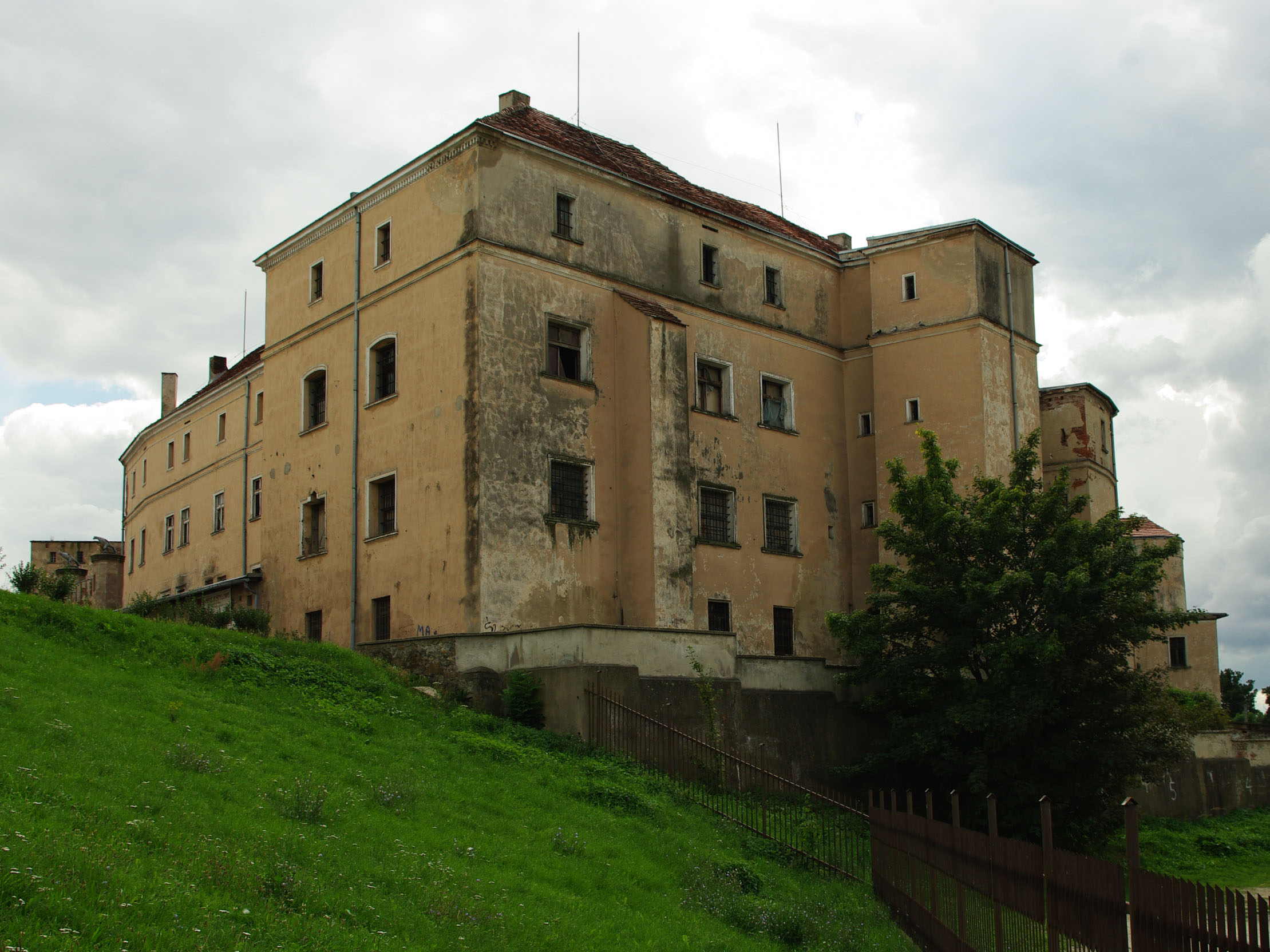
Вид замка